# Gestalt Girl
Gestalt Girl (en japonés: ゲシュタルト乙女; en mandarín: 格式塔少女) es una banda de rock taiwanesa.

## Historia
La banda se originó en enero de 2016 en Taiwán. Con un sonido que no se ciñe a ningún género y con letras en japonés que reflejan una visión del mundo única, la banda es experimental a la vez que consigue empatizar con los oyentes.
Su música se caracteriza por tener letras pegadizas y arreglos instrumentales de rock delicados. Sus primeras obras destacaban por influencias de math rock y rock digital, pero a partir de 2019 su sonido ha evolucionado incorporando una base espacial y matices de shoegaze. 

## Miembros
Miembros actuales
- Mikan Hayashi: voz y guitarra.
- Crocus Huang (Earth): bajista. Después de trabajar como bajista de apoyo para bandas como VH (Vast & Hazy) y Accusefive, se unió a la banda en marzo de 2024.

## Discografía

### Sencillos virtuales
| Fecha de lanzamiento   | Título              | Notas                                                                       |
| ---------------------- | ------------------- | --------------------------------------------------------------------------- |
| 6 de noviembre de 2019 | EEヨ (EE Yo)        | Un sencillo que antecede a su primer álbum Shiryoku Kensa (視力検査).       |
| 31 de mayo de 2023     | 窓 (Mado)           | El vocalista de la banda japonesa colormal, Ienaga, se encargó del arreglo. |
| 27 de marzo de 2024    | 副都心 (Fukutoshin) | Coproducido con Takeshi Arai, vocalista de the band apart.                  |
| 15 de mayo de 2024     | 神様 (Kamisama)     |                                                                             |
| 31 de julio de 2024    | 蜃気楼 (Shinkirō)   | El ingeniero Masashi Uramoto se encargó de la mezcla y la masterización.    |